# Juillet 2022
Juillet 2022 est le septième mois de l'année 2022.

## Événements
- Tout le mois : des feux de forêt ont lieu en Europe et en Afrique du Nord.
- Création de Temu.
- 18 juin au 3 juillet : Championnats du monde de natation 2022 à Budapest (Hongrie).
- 27 juin au 10 juillet : Tournoi de Wimbledon 2022 en Angleterre.
- 1er au 24 juillet : 109e édition du Tour de France.
- 1er juillet :
  - Yaïr Lapid succède à Naftali Bennett comme Premier ministre d'Israël ;
  - début de la présidence tchèque du Conseil de l'Union européenne pour six mois ;
  - la Suisse autorise le mariage entre personnes de même sexe.
- 3 juillet :
  - une fusillade dans un centre commercial à Copenhague (Danemark) fait trois morts ;
  - une trentaine de personnes sont tuées au cours du week-end au Burkina Faso, lors de deux attaques distinctes de djihadistes présumés qui ont visé des civils dans le nord et le nord-ouest du pays[1] ;
  - expulsion de diplomates par la Bulgarie : Moscou menace de s'en prendre à toute l'UE[2] ;
  - l'effondrement d'un sérac du glacier de la Marmolada dans les Dolomites, en Italie, fait onze morts.
- 4 juillet :
  - une fusillade dans un défilé du 4-Juillet près de Chicago fait au moins 6 morts et 24 blessés ;
  - en Ouzbékistan trois jours après le début des manifestations au Karakalpakstan, le président ouzbek Shavkat Mirziyoyev déclare l’état d'urgence dans cette région autonome.
- 4 au 22 juillet : élections législatives en Papouasie-Nouvelle-Guinée.
- 5 juillet : Maryna Viazovska, Hugo Duminil-Copin, June Huh et James Maynard reçoivent la médaille Fields.
- 6 au 31 juillet : Championnat d'Europe féminin de football 2022.
- 7 juillet : au Royaume-Uni, Boris Johnson annonce sa démission de son poste de Premier ministre.
- 8 juillet : assassinat de l'ancien premier ministre japonais Shinzō Abe lors d'un meeting à Nara.
- 9 juillet :
  - au Sri Lanka, à la suite d'importantes manifestations, le président Gotabaya Rajapaksa annonce sa démission. Le Premier ministre Ranil Wickremesinghe démissionne pour prendre la présidence par intérim ;
  - au Pakistan, au moins 147 personnes sont mortes noyées dans des inondations massives à Quetta[3],[4] ;
  - au Togo, 7 personnes sont tués dans une explosion dans le village de Margba[5].
- 10 juillet :
  - élections législatives en république du Congo ;
  - élections à la chambre des conseillers au Japon ;
  - en Afrique du Sud, deux fusillades dans des bars du pays font au moins 19 morts[6].
- 11 juillet : la NASA publie la première image opérationnelle prise par le télescope spatial James Webb.
- À partir du 10 juillet : canicule en Europe.
- 12 juillet :
  - le Conseil européen accepte la Croatie comme 20e pays de la zone euro. La monnaie deviendra officielle le 1er janvier 2023[7] ;
  - une enquête indépendante de 3 ans confirme que plus de 1000 enfants ont été violés dans la ville de Telford (Angleterre) depuis 1989[8].
- 16 juillet : en Papouasie-Nouvelle-Guinée, dix personnes sont tuées et deux autres sont blessées lorsque des hommes armés attaquent des civils à Nduga Regency, Highland Papua, Indonésie. L'Armée de libération nationale de Papouasie occidentale est responsable de l'attaque[9].
- 18 juillet : élection présidentielle en Inde, Droupadi Murmu est élue.
- 19 juillet : la Commission européenne propose pour la première fois une procédure conjointe d'achat d'armes pour les États membres. Le montant d'achat proposé est de 500 millions d'euros[10].
- 20 juillet : 
  - élection présidentielle au Sri Lanka, Ranil Wickremesinghe est élu.
  - début de l'incursion de l'Éthiopie par les shebabs.
- 21 juillet : à la suite de la chute de sa coalition gouvernementale, Mario Draghi présente sa démission de la présidence du conseil des ministres d’Italie.
- 21 au 23 juillet : élection présidentielle au Vanuatu, Nikenike Vurobaravu est élu.
- 22 juillet : le spatulaire chinois, l'une des plus grandes espèces de poissons d'eau douce au monde, est officiellement déclaré éteint par l'Union internationale pour la conservation de la nature[11].
- 23 juillet : l'OMS classe l'épidémie de variole du singe en urgence de santé publique de portée internationale[12].
- 25 juillet :
  - une nouvelle constitution est approuvée lors du référendum constitutionnel en Tunisie.
  - Droupadi Murmu reçoit l'investiture en tant que présidente de l'Inde.
- 26 juillet : avec l'ouverture au trafic du pont de Pelješac, l'exclave de Dubrovnik est reliée au reste de la Croatie.
- 26 juillet au 9 août : Olympiade d'échecs de 2022.
- 27 juillet : aux Philippines, un tremblement de terre de magnitude 7,0 frappe l'île de Luçon, tuant au moins cinq personnes et en blessant au moins 150 autres[13].
- 29 juillet : en Ukraine, 53 personnes sont tuées et 75 sont blessées lorsqu'un bombardement frappe une prison russe détenant des prisonniers de guerre ukrainiens à Olenivka, dans l'oblast de Donetsk. La Russie et l'Ukraine s'accusent mutuellement d'avoir mené la frappe[14],[15].
- 28 juillet au 8 août : Jeux du Commonwealth de 2022.
- 30 juillet : 
  - à Madagascar, 32 habitants d'un village périssents après un incendie criminel dans la commune d'Ambolotarakely, dans le district d'Ankazobe[16].
  - le chef d'Al-Qaïda, Ayman al-Zawahiri, est tué par une frappe de drone américaine sur Kaboul, en Afghanistan.
- 31 juillet : élections législatives au Sénégal.